# Deutsche Fußball-Amateurmeisterschaft 1978
Deutscher Fußball-Amateurmeister 1978 wurde der SV Sandhausen. In den Finalspielen setzten sie sich mit 2:0 und 1:1 gegen den ESV Ingolstadt-Ringsee durch.

## Teilnehmende Mannschaften
An der deutschen Amateurmeisterschaft nahmen acht Vizemeister aus der Saison 1977/78 teil. Aus den Oberligen Südwest und Bayern kamen jeweils die Drittplatzierte und aus der Oberliga Nord die jeweils bestplatzierten Vereine aus Schleswig-Holstein, Hamburg, Bremen, Niedersachsen dazu, die nicht für die Aufstiegsrunde zur 2. Bundesliga qualifiziert waren. In Württemberg qualifizierte sich der FV Biberach (2. Schwarzwald-Bodensee-Liga), durch einen 3:0-Sieg gegen den SV Göppingen (2. Nordwürttemberg) und in Westfalen die SpVgg Erkenschwick (2. Staffel 2) durch ein 1:2 und ein 2:0 nach Verlängerung gegen den VfB Rheine (2. Staffel 1).
| Mannschaften | Mannschaften                   | Ligen Saison 1977/78                                           |
|              | VfB Lübeck                     | Amateur-Oberliga Nord Schleswig-Holstein                       |
|              | HSV Barmbek-Uhlenhorst         | Amateur-Oberliga Nord Hamburg                                  |
|              | Werder Bremen / Amateure       | Amateur-Oberliga Nord Bremen                                   |
|              | VfB Oldenburg                  | Amateur-Oberliga Nord Niedersachsen                            |
|              | BFC Preussen                   | Oberliga Berlin                                                |
|              | SpVgg Erkenschwick             | Verbandsliga Westfalen Staffel 2                               |
|              | SV Baesweiler 09               | Verbandsliga Mittelrhein                                       |
|              | Rot-Weiß Oberhausen            | Verbandsliga Niederrhein                                       |
|              | Eintracht Frankfurt / Amateure | Amateurliga Hessen                                             |
|              | FSV Salmrohr                   | Amateurliga Rheinland                                          |
|              | Eintracht Bad Kreuznach        | Amateurliga Südwest                                            |
|              | SV Röchling Völklingen         | Amateurliga Saarland                                           |
|              | SV Sandhausen                  | 1. Amateurliga Baden                                           |
|              | FC Rastatt 04                  | 1. Amateurliga Südbaden                                        |
|              | FV Biberach                    | 1. Amateurliga Württemberg 1. Amateurliga Schwarzwald-Bodensee |
|              | ESV Ingolstadt-Ringsee         | 1. Amateurliga Bayern                                          |

## Vorrunde
Hinspiele: Sa/So 20./21.05. Rückspiele: Sa/So 27./28..05.
|                                | Gesamt          |                        | Hinspiel | Rückspiel |
| ------------------------------ | --------------- | ---------------------- | -------- | --------- |
| SV Röchling Völklingen         | 2:8             | ESV Ingolstadt         | 1:4      | 1:4       |
| Werder Bremen / Amateure       | 2:4             | SV Sandhausen          | 2:0      | 0:4       |
| VfB Lübeck                     | 5:1             | BFC Preussen           | 3:1      | 2:0       |
| FSV Salmrohr                   | 1:1 (2:4 i. E.) | FC Rastatt 04          | 0:0      | 1:1 n. V. |
| SpVgg Erkenschwick             | 7:3             | FV Biberach            | 3:0      | 4:3       |
| Eintracht Bad Kreuznach        | 5:2             | Rot-Weiß Oberhausen    | 3:1      | 2:1       |
| SV Baesweiler 09               | 6:4             | VfB Oldenburg          | 5:4      | 1:0       |
| Eintracht Frankfurt / Amateure | 5:4             | HSV Barmbek-Uhlenhorst | 3:1      | 2:3       |

## Viertelfinale
Hinspiele: So 04.06. Rückspiele: So 11.06.
|                         | Gesamt |                                | Hinspiel | Rückspiel |
| ----------------------- | ------ | ------------------------------ | -------- | --------- |
| VfB Lübeck              | 3:5    | FC Rastatt 04                  | 3:1      | 0:4       |
| SV Baesweiler 09        | 2:6    | SV Sandhausen                  | 1:4      | 1:2       |
| Eintracht Bad Kreuznach | 1:2    | Eintracht Frankfurt / Amateure | 1:1      | 0:1       |
| ESV Ingolstadt          | 5:2    | SpVgg Erkenschwick             | 1:0      | 4:2       |

## Halbfinale
Hinspiele: So 17.06. Rückspiele: Di 20.06.
|                | Gesamt |                                | Hinspiel | Rückspiel |
| -------------- | ------ | ------------------------------ | -------- | --------- |
| SV Sandhausen  | 3:2    | FC Rastatt 04                  | 0:0      | 3:2       |
| ESV Ingolstadt | 3:2    | Eintracht Frankfurt / Amateure | 1:1      | 2:1 n. V. |

## Finale

### Hinspiel
| ESV Ingolstadt                                     | ESV Ingolstadt | SV Sandhausen | SV Sandhausen |
| -------------------------------------------------- | --- | --- | ------------- |
| ESV Ingolstadt                                     | \| Samstag, 24. Juni 1978 in Ingolstadt (ESV-Stadion) \| \| Ergebnis: 0:2 (0:0) \| \| Zuschauer: 2.100 \| \| Schiedsrichter: Heinz Aldinger (Waiblingen) \|                                                                                      | \| Samstag, 24. Juni 1978 in Ingolstadt (ESV-Stadion) \| \| Ergebnis: 0:2 (0:0) \| \| Zuschauer: 2.100 \| \| Schiedsrichter: Heinz Aldinger (Waiblingen) \|                                                                 | SV Sandhausen |
| ESV Ingolstadt                                     | Heinz Mahr – Walter Ziegelmeier (74. Arnold) – Werner Michalka, Josef Stadler, Michael Richthammer – Gerhard Fischer, Walter Mühldorfer, Josef Bittl, Peter Krzyzanowski (63. Wöhrl) – Herfried Ruhs, Gustav Jung Cheftrainer: Karl-Heinz Schmal | Berthold Baust – Ernst Baust – Wolfgang Reinhard , Rudi Kern, Rainer Herb – Gernot Vogel, Gerd Jung, Franz Josef Heintz, Kurt Helfrich (46. Hubert Engelhardt) – August Faltermann, Karl-Heinz Frey Cheftrainer: Klaus Sinn | SV Sandhausen |
| ESV Ingolstadt                                     | 0:1 August Faltermann (55.) 0:2 Hubert Engelhardt (70.) | | SV Sandhausen |
| ESV Ingolstadt                                     | Engelhardt | | SV Sandhausen |
| Samstag, 24. Juni 1978 in Ingolstadt (ESV-Stadion) | | |               |
| Ergebnis: 0:2 (0:0)                                | | |               |
| Zuschauer: 2.100                                   | | |               |
| Schiedsrichter: Heinz Aldinger (Waiblingen)        | | |               |

### Rückspiel
| SV Sandhausen                                            | SV Sandhausen | ESV Ingolstadt | ESV Ingolstadt |
| -------------------------------------------------------- | --- | --- | -------------- |
| SV Sandhausen                                            | \| Mittwoch, 28. Juni 1978 in Sandhausen (Hardtwaldstadion) \| \| Ergebnis: 1:1 (0:0) \| \| Zuschauer: 5.000 \| \| Schiedsrichter: Gerd Hennig (Duisburg) \|                                                                                   | \| Mittwoch, 28. Juni 1978 in Sandhausen (Hardtwaldstadion) \| \| Ergebnis: 1:1 (0:0) \| \| Zuschauer: 5.000 \| \| Schiedsrichter: Gerd Hennig (Duisburg) \|                                                | ESV Ingolstadt |
| SV Sandhausen                                            | Berthold Baust – Ernst Baust – Wolfgang Reinhard , Rudi Kern, Rainer Herb – Gernot Vogel, Gerd Jung (46. Gerd Störzer), Franz Josef Heintz, August Faltermann – Karl-Heinz Frey, Kurt Helfrich (46. Hubert Engelhardt) Cheftrainer: Klaus Sinn | Heinz Mahr – Eckert – Werner Michalka, Josef Stadler, Michael Richthammer – Gerhard Fischer, Walter Mühldorfer, Peter Krzyzanowski, Josef Bittl – Gustav Jung, Herfried Ruhs Cheftrainer: Karl-Heinz Schmal | ESV Ingolstadt |
| SV Sandhausen                                            | 1:0 Karl-Heinz Frey (86.) | 1:1 Josef Bittl (89.) | ESV Ingolstadt |
| Mittwoch, 28. Juni 1978 in Sandhausen (Hardtwaldstadion) | | |                |
| Ergebnis: 1:1 (0:0)                                      | | |                |
| Zuschauer: 5.000                                         | | |                |
| Schiedsrichter: Gerd Hennig (Duisburg)                   | | |                |